# 12 canzoni e una poesia
12 canzoni e una poesia è il primo album della cantante Romina Power, pubblicato dall'etichetta discografica Parlophone e distribuito dalla EMI nel 1970.
I brani sono firmati da vari autori, fra i quali la stessa interprete ed Al Bano, sposato proprio quell'anno. L'orchestra è diretta da Detto Mariano.

## Il disco
L'album contiene, fra l'altro, le canzoni già pubblicate nei singoli Acqua di mare/Messaggio e La mia solitudine/Un canto d'amore, oltre a quelle del 45 giri da solista distribuito quell'anno, Armonia/Io sono per il sabato, nonché Storia di due innamorati (versione moderna di Giochi proibiti), altro brano uscito nello stesso 1970 che vede la Power duettare con Al Bano, mentre Que serà serà viene messo in commercio l'anno seguente in abbinamento con Due occhi chiari, non presente nell'album.

## Tracce

### Lato A
1. Acqua di mare – 2:18 (testo: Vito Pallavicini – musica: Albano Carrisi)
2. Messaggio – 2:45 (testo: Calimero, Romina Power – musica: Albano Carrisi)
3. Io sono per il sabato (sigla iniziale della 2ª edizione del varietà televisivo Doppia coppia) – 2:22 (testo: Antonio Amurri, Dino Verde – musica: Franco Pisano)
4. Simón Bolivar[1] (feat. Inti Illimani) – 2:45 (testo: anonimo – musica: Rubén Lena)
5. Que serà serà – 3:00 (testo italiano: Elgos e Pinchi – testo originale: Ray Evans – musica: Jay Livingston)
6. Storia di due innamorati (feat. Al Bano) – 2:50 (testo: Vito Pallavicini – musica: anonimo, rielaborata da Detto Mariano e Albano Carrisi)
7. Una madre, un bambino, il tempo ed io (poesia) – 1:50 (testo: Romina Power)

Durata totale: 17:50

### Lato B
1. Armonia – 3:45 (Fernando Budano)
2. Serenata (dal film Angeli senza paradiso) – 3:30 (testo: Vito Pallavicini – musica: Franz Schubert, rielaborata da Detto Mariano e Albano Carrisi)
3. Un canto d'amore – 3:16 (testo: Vito Pallavicini – musica: Albano Carrisi)
4. Zozoi (in brasiliano) – 2:53 (Nelson Angelo)
5. Quanta tristezza, quanta gioia (titolo originale: Make It with You[1]) – 3:13 (testo italiano: Romina Power – testo originale e musica: David Gates)
6. La mia solitudine – 3:42 (testo: Vito Pallavicini – musica: Albano Carrisi)

Durata totale: 20:19